# David Eisenhower
Dwight David Eisenhower II, född 31 mars 1948 i West Point i New York, är sonson till USA:s 34:e president Dwight D. Eisenhower och son till ambassadör John Eisenhower. Farfadern döpte 1953 om presidentens lantställe till Camp David efter sin sonson.

## Biografi
Eisenhower gifte sig 22 december 1968 med Richard Nixons dotter Julie, en knapp månad innan svärfadern tillträdde som USA:s president. Nixon hade tjänstgjort som president Eisenhowers vicepresident. Makarna bor i Pennsylvania och har tre barn.
Han avlade 1976 juristexamen vid George Washington University Law School. Han undervisar vid University of Pennsylvania.
John Fogerty i Creedence Clearwater Revival säger att bandets låt Fortunate Son är indirekt inspirerad av David Eisenhower.